# Казахстан на зимних Олимпийских играх 2002
Казахстан в третий раз за свою историю принял участие в Зимних Олимпийских играх 2002 года, которые проходили в Солт-Лейк-Сити (США). Стране не удалось завоевать ни одной медали. Состав сборной включал в себя 50 спортсменов — 20 мужчин и 30 женщин, которые выступали в семи видах спорта. Знаменосцем был конькобежец Радик Бикчентаев.

## Почтовые марки

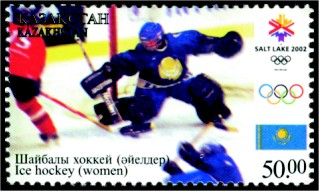
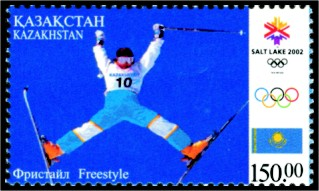

## Горнолыжный спорт
Мужчины
| Спортсем       | Дисциплина        | 1-й заезд | 2-й заезд | Итого   | Итого |
| Спортсем       | Дисциплина        | Время     | Время     | Время   | Место |
| -------------- | ----------------- | --------- | --------- | ------- | ----- |
| Данил Анисимов | Гигантский слалом | 1:21.40   | 1:19.21   | 2:40.61 | 53    |
| Данил Анисимов | Слалом            | DNF       | -         | DNF     | -     |

Женщины
| Спортсмен        | Дисциплина        | 1-й заезд | 2-й заезд | Итого   | Итого |
| Спортсмен        | Дисциплина        | Время     | Время     | Время   | Место |
| ---------------- | ----------------- | --------- | --------- | ------- | ----- |
| Олеся Персидская | Гигантский слалом | DNF       | -         | DNF     | -     |
| Олеся Персидская | Слалом            | 1:03.98   | 1:05.99   | 2:09.97 | 34    |

## Биатлон
Мужчины
| Дисциплина      | Спортсмен      | Промахи 1 | Время   | Место |
| --------------- | -------------- | --------- | ------- | ----- |
| Спринт на 10 км | Дмитрий Пантов | 5         | 29:46.3 | 79    |

| Дисциплина                    | Спортсмен      | Время   | Промахи | Скорректированное время 3 | Место |
| ----------------------------- | -------------- | ------- | ------- | ------------------------- | ----- |
| Индивидуальная гонка на 20 км | Дмитрий Пантов | 54:32.8 | 3       | 57:32.8                   | 49    |

Женщины
| Дисциплина                     | Спортсмен   | Промахи 1 | Время   | Место |
| ------------------------------ | ----------- | --------- | ------- | ----- |
| Спринт на 7,5 км               | Елена Дубок | 1         | 24:50.1 | 62    |
| Гонка преследования на 10 км 4 | Елена Дубок | 2         | 34:41.5 | 30    |

| Дисциплина                    | Спортсмен   | Время   | Промахи | Скорректированное время 3 | Место |
| ----------------------------- | ----------- | ------- | ------- | ------------------------- | ----- |
| Индивидуальная гонка на 15 км | Елена Дубок | 52:32.5 | 5       | 57:32.5                   | 60    |

1 за один промах — штрафной круг (150 метров)
3 +1 минута за каждый промах
4 Старт по результатам спринта на 7,5 км.

## Лыжные гонки
Мужчины
Спринт
| Спортсмен          | Квалификация | Квалификация | Четвертьфинал | Четвертьфинал | Полуфинал | Полуфинал | Финал     | Финал     |
| Спортсмен          | Время        | Место        | Время         | Место         | Время     | Место     | Время     | Итог      |
| ------------------ | ------------ | ------------ | ------------- | ------------- | --------- | --------- | --------- | --------- |
| Максим Однодворцев | 3:06.83      | 51           | не прошел     | не прошел     | не прошел | не прошел | не прошел | не прошел |
| Владимир Борцов    | 3:06.03      | 50           | не прошел     | не прошел     | не прошел | не прошел | не прошел | не прошел |
| Денис Кривушкин    | 3:02.73      | 43           | не прошел     | не прошел     | не прошел | не прошел | не прошел | не прошел |
| Николай Чеботько   | 3:00.31      | 34           | не прошел     | не прошел     | не прошел | не прошел | не прошел | не прошел |

Гонка преследования
| Спортсмен        | 10 км К | 10 км К | 10 км С1 | 10 км С1 |
| Спортсмен        | Время   | Место   | Время    | Место    |
| ---------------- | ------- | ------- | -------- | -------- |
| Денис Кривушкин  | 28:22.0 | 49 Q    | 26:57.7  | 48       |
| Николай Чеботько | 27:50.0 | 37 Q    | 25:56.5  | 39       |
| Андрей Невзоров  | 27:14.3 | 24 Q    | 24:27.7  | 15       |
| Андрей Головко   | 26:45.8 | 10 Q    | 24:48.9  | 21       |

| Дисциплина | Спортсмен          | Гонка     | Гонка |
| Дисциплина | Спортсмен          | Время     | Место |
| ---------- | ------------------ | --------- | ----- |
| 15 км К    | Игорь Зубрилин     | 41:15.5   | 44    |
| 15 км К    | Павел Рябинин      | 41:03.2   | 42    |
| 15 км К    | Денис Кривушкин    | 40:27.7   | 37    |
| 15 км К    | Андрей Головко     | 39:28.1   | 18    |
| 30 км С    | Владимир Борцов    | 1’17:47.5 | 46    |
| 30 км С    | Максим Однодворцев | 1’16:25.6 | 37    |
| 30 км С    | Николай Чеботько   | 1’14:32.2 | 22    |
| 30 км С    | Андрей Невзоров    | 1’14:12.1 | 18    |
| 50 км К    | Игорь Зубрилин     | 2’20:25.7 | 35    |
| 50 км К    | Максим Однодворцев | 2’19:50.3 | 34    |
| 50 км К    | Андрей Головко     | 2’16:42.2 | 23    |
| 50 км К    | Андрей Невзоров    | 2’13:53.1 | 13    |

1 Старт по результатам 10 км классическим стилем
К = Классический стиль, С = Свободным стилем
4х10 км, эстафета
| Спортсменs                                                    | Гонка     | Гонка |
| Спортсменs                                                    | Время     | Место |
| ------------------------------------------------------------- | --------- | ----- |
| Андрей Головко Павел Рябинин Николай Чеботько Андрей Невзоров | 1’38:20.8 | 14    |

Женщины
Спринт
| Спортсмен        | Квалификация | Квалификация | Четвертьфинал | Четвертьфинал | Полуфинал | Полуфинал | Финал     | Финал     |
| Спортсмен        | Время        | Место        | Время         | Место         | Время     | Место     | Время     | Итог      |
| ---------------- | ------------ | ------------ | ------------- | ------------- | --------- | --------- | --------- | --------- |
| Дарья Старостина | 3:41.69      | 53           | не прошла     | не прошла     | не прошла | не прошла | не прошла | не прошла |
| Наталья Исаченко | 3:39.09      | 51           | не прошла     | не прошла     | не прошла | не прошла | не прошла | не прошла |

Гонка преследования
| Спортсмен                 | 5 км К  | 5 км К | 5 км С 2 | 5 км С 2 |
| Спортсмен                 | Время   | Место  | Время    | Место    |
| ------------------------- | ------- | ------ | -------- | -------- |
| Светлана Дешевых          | 14:16.2 | 39 Q   | 14:09.5  | 43       |
| Елена Антонова            | 14:06.6 | 31 Q   | 14:23.6  | 47       |
| Светлана Малахова-Шишкина | 14:00.6 | 26 Q   | 13:16.8  | 24       |
| Оксана Яцкая              | 13:48.3 | 14 Q   | 13:10.8  | 15       |

| Дисциплина | Спортсмен                 | Гонка     | Гонка |
| Дисциплина | Спортсмен                 | Время     | Место |
| ---------- | ------------------------- | --------- | ----- |
| 10 км К    | Светлана Дешевых          | 30:39.2   | 33    |
| 10 км К    | Елена Антонова            | 30:27.3   | 29    |
| 10 км К    | Оксана Яцкая              | 30:13.9   | 24    |
| 10 км К    | Светлана Малахова-Шишкина | 30:06.7   | 21    |
| 15 км С    | Наталья Исаченко          | 45:51.4   | 49    |
| 15 км С    | Дарья Старостина          | 45:28.8   | 45    |
| 15 км С    | Светлана Малахова-Шишкина | 43:05.1   | 33    |
| 15 км С    | Оксана Яцкая              | 42:46.0   | 25    |
| 30 км К    | Светлана Дешевых          | 1’46:18.1 | 37    |
| 30 км К    | Елена Антонова            | 1’43:37.6 | 32    |
| 30 км К    | Оксана Яцкая              | 1’37:25.3 | 17    |
| 30 км К    | Светлана Малахова-Шишкина | 1’37:14.5 | 16    |

К = Классический стиль, С = Свободным стилем
4х5 км, эстафета
| Спортсменs                                                             | Гонка   | Гонка |
| Спортсменs                                                             | Время   | Место |
| ---------------------------------------------------------------------- | ------- | ----- |
| Светлана Дешевых Елена Антонова Оксана Яцкая Светлана Малахова-Шишкина | 51:52.2 | 11    |

## Фристайл
Мужчины
| Спортсмен        | Дисциплина | Квалификация | Квалификация | Квалификация | Финал     | Финал     | Финал     |
| Спортсмен        | Дисциплина | Время        | Очки         | Место        | Время     | Очки      | Место     |
| ---------------- | ---------- | ------------ | ------------ | ------------ | --------- | --------- | --------- |
| Алексей Банников | Могул      | 31.99        | 22.14        | 24           | не прошел | не прошел | не прошел |

## Хоккей

### Женский турнир

#### Групповой этап — группа А
Две лучшие команды вышли в полуфинал
| Команда   | Игр | В | П | ВБ | ШЗ | ШП | +/- | Оч |
| --------- | --- | - | - | -- | -- | -- | --- | -- |
| Канада    | 3   | 3 | 0 | 0  | 25 | 0  | +25 | 6  |
| Швеция    | 3   | 2 | 1 | 0  | 10 | 13 | −3  | 4  |
| Россия    | 3   | 1 | 2 | 0  | 6  | 11 | −5  | 2  |
| Казахстан | 3   | 0 | 3 | 0  | 1  | 18 | −17 | 0  |

Время указано местное (UTC-7).
| 11 февраля 2002 11:00 | Канада | 7:0 (3:0, 2:0, 2:0) | Казахстан | Маверик-центр, Уэст-Валли-Сити Зрителей: 7,321 |

| Отчёт | Отчёт | Отчёт | Отчёт | Отчёт |
| ----- | ----- | ----- | ----- | ----- |
|       |       |       |       |       |
|       |       |       |       |       |
|       |       |       |       |       |
|       |       |       |       |       |
|       |       |       |       |       |
|       |       |       |       |       |
|       |       |       |       |       |
|       |       |       |       |       |
|       |       |       |       |       |

| 13 февраля 2002 14:00 | Швеция | 7:0 (3:0, 2:0, 2:0) | Казахстан | Пикс Айс Арена, Прово Зрителей: 5,349 |

| Отчёт | Отчёт | Отчёт | Отчёт | Отчёт |
| ----- | ----- | ----- | ----- | ----- |
|       |       |       |       |       |
|       |       |       |       |       |
|       |       |       |       |       |
|       |       |       |       |       |
|       |       |       |       |       |
|       |       |       |       |       |
|       |       |       |       |       |
|       |       |       |       |       |
|       |       |       |       |       |

| 15 февраля 2002 14:00 | Казахстан | 1:4 (1:1, 0:2, 0:1) | Россия | Пикс Айс Арена, Прово Зрителей: 5,618 |

| Отчёт | Отчёт | Отчёт | Отчёт | Отчёт |
| ----- | ----- | ----- | ----- | ----- |
|       |       |       |       |       |
|       |       |       |       |       |
|       |       |       |       |       |
|       |       |       |       |       |
|       |       |       |       |       |
|       |       |       |       |       |
|       |       |       |       |       |
|       |       |       |       |       |
|       |       |       |       |       |

#### Классификационный раунд
Полуфинал за 5-е место
| 17 февраля 2002 21:00 | Германия | 4:0 (1:0, 3:0, 0:0) | Казахстан | Маверик-центр, Уэст-Валли-Сити Зрителей: 7,773 |

| Отчёт | Отчёт | Отчёт | Отчёт | Отчёт |
| ----- | ----- | ----- | ----- | ----- |
|       |       |       |       |       |
|       |       |       |       |       |
|       |       |       |       |       |
|       |       |       |       |       |
|       |       |       |       |       |
|       |       |       |       |       |
|       |       |       |       |       |
|       |       |       |       |       |
|       |       |       |       |       |

матч за 7-е место
| 19 февраля 2002 14:00 | Китай | 2:1 OT (1:0, 0:0, 0:1, 1:0) | Казахстан 8-е место | Пикс Айс Арена, Прово Зрителей: 5,490 |

| Отчёт | Отчёт | Отчёт | Отчёт | Отчёт |
| ----- | ----- | ----- | ----- | ----- |
|       |       |       |       |       |
|       |       |       |       |       |
|       |       |       |       |       |
|       |       |       |       |       |
|       |       |       |       |       |
|       |       |       |       |       |
|       |       |       |       |       |
|       |       |       |       |       |
|       |       |       |       |       |

|  | Состав сборной Казахстана Виктория Мусатаева, Динара Дикамбаева |

## Прыжки с трамплина
| Спортсмен           | Дисциплина               | Квалификационный прыжок | Квалификационный прыжок | Квалификационный прыжок | Попытка 1 | Попытка 1 | Попытка 1 | Попытка 2 | Попытка 2 | Итого     | Итого     |
| Спортсмен           | Дисциплина               | Дистанция               | Очки                    | Место                   | Дистанция | Очки      | Место     | Дистанция | Очки      | Очки      | Место     |
| ------------------- | ------------------------ | ----------------------- | ----------------------- | ----------------------- | --------- | --------- | --------- | --------- | --------- | --------- | --------- |
| Александр Коробов   | Нормальный трамплин К-90 | 80.5                    | 90.5                    | 38 Q                    | 78.0      | 85.5      | 48        | не прошел | не прошел | не прошел | не прошел |
| Павел Гайдук        | Нормальный трамплин К-90 | 80.5                    | 92.0                    | 35 Q                    | 82.5      | 96.5      | 44        | не прошел | не прошел | не прошел | не прошел |
| Максим Полунин      | Нормальный трамплин К-90 | 87.0                    | 106.5                   | 24 Q                    | 85.5      | 103.5     | 38        | не прошел | не прошел | не прошел | не прошел |
| Станислав Филимонов | Нормальный трамплин К-90 | 89.0                    | 111.5                   | 16 Q                    | 89.0      | 111.5     | 28 Q      | 83.5      | 98.0      | 209.5     | 32        |
| Александр Коробов   | Большой трамплин К-120   | 96.5                    | 65.2                    | 46                      | не прошел | не прошел | не прошел | не прошел | не прошел | не прошел | не прошел |
| Павел Гайдук        | Большой трамплин К-120   | 101.5                   | 76.2                    | 38                      | не прошел | не прошел | не прошел | не прошел | не прошел | не прошел | не прошел |
| Максим Полунин      | Большой трамплин К-120   | 109.0                   | 92.2                    | 28 Q                    | 104.5     | 83.1      | 48        | не прошел | не прошел | не прошел | не прошел |
| Станислав Филимонов | Большой трамплин К-120   | 111.0                   | 96.3                    | 25 Q                    | 120.5     | 114.9     | 21 Q      | 105.0     | 82.5      | 197.4     | 30        |

Большой трамплин среди команд
| Спортсменs                                                        | Result   | Result |
| Спортсменs                                                        | Points 1 | Место  |
| ----------------------------------------------------------------- | -------- | ------ |
| Максим Полунин Станислав Филимонов Александр Коробов Павел Гайдук | 621.1    | 13     |

1 Four teams members performed two jumps each.

## Конькобежный спорт
Мужчины
| Дисциплина | Спортсмен        | Race    | Race  |
| Дисциплина | Спортсмен        | Время   | Место |
| ---------- | ---------------- | ------- | ----- |
| 1000 м     | Сергей Цыбенко   | 1:10.13 | 27    |
| 1500 м     | Владимир Костин  | 1:49.57 | 39    |
| 1500 м     | Николай Ульянин  | 1:49.42 | 36    |
| 1500 м     | Радик Бикчентаев | 1:47.04 | 19    |
| 1500 м     | Сергей Цыбенко   | 1:46.40 | 16    |
| 5000 м     | Владимир Костин  | 6:44.10 | 31    |
| 5000 м     | Сергей Ильющенко | 6:38.09 | 29    |
| 5000 м     | Радик Бикчентаев | 6:31.47 | 19    |

Женщины
| Дисциплина | Спортсмен          | Race    | Race  |
| Дисциплина | Спортсмен          | Время   | Место |
| ---------- | ------------------ | ------- | ----- |
| 1000 м     | Людмила Прокашёва  | 1:18.19 | 28    |
| 1500 м     | Марина Пупина      | 2:05.13 | 37    |
| 1500 м     | Анжелика Гаврилова | 2:03.22 | 32    |
| 3000 м     | Анжелика Гаврилова | 4:20.36 | 28    |
| 3000 м     | Марина Пупина      | 4:20.04 | 27    |
| 3000 м     | Людмила Прокашёва  | 4:09.74 | 16    |
| 5000 м     | Людмила Прокашёва  | DNF     | -     |